# Shōji Toshishige

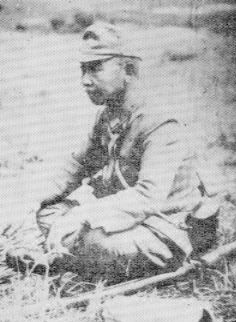
Shōji Toshishige

Shōji Toshishige (jap. 東海林 俊成; * 27. Oktober 1890 in Sendai; † 10. Dezember 1974) war ein Generalmajor der Kaiserlich Japanischen Armee. Shōji graduierte 1912 auf der Militärakademie und beendete 1939 seine Studien an der Universität Tōhoku als Offizier.
Nachdem Shoji 1939 der 2. Nachschubdivision zugeteilt wurde, bekam er am 1. August die Beförderung zum Oberst. Gegen Ende des Jahres übernahm er den Sendaier Regimentsdistrikt. Nach Beginn der japanischen Vorbereitungen für die Offensiven in Richtung Südostasien wurde Shoji am 1. April 1941 dem 230. Infanterieregiment als kommandierender Offizier überstellt. Das Regiment landete unter seiner Führung am 1. März des Folgejahres auf Java. Oberst Shōji konnte am 8. März die Kapitulation der niederländischen KNIL-Truppen in Bandung entgegennehmen.
Shōji verließ 1943 wieder das Regiment und diente wieder im Hauptquartier der 2. Nachschubdivision, bevor er noch im selben Jahr als Oberkommandierender der 30. Sicherheits-Einheit zugewiesen wurde. 1944 erfolgte am 1. März seine Beförderung zum Generalmajor und die Versetzung als Verwaltungschef im Rekrutierungsbüro der 5. Regionalarmee.
Am 31. März 1945 übernahm Shōji Toshishige als kommandierender Offizier zum wiederholten Mal Aufgaben im Sendaier Distrikt, der mittlerweile zum Sendai Regionalkommando umbenannt worden war.
Zwei Jahre später eröffnete die kanadische Armee in Hongkong einen Kriegsverbrecherprozess gegen Shōji Toshishige.